# Andriej Sokołow (szachista)
Andriej Jurjewicz Sokołow,  ros. Андрей Юрьевич Соколов (ur. 20 marca 1963 w Workucie) – francuski szachista pochodzenia rosyjskiego, pretendent do tytułu mistrza świata w szachach, arcymistrz od 1984 roku.

## Kariera szachowa
W szachy nauczył się grać w wieku 6 lat, zaś pierwszym nauczycielem był jego ojciec. W wieku 12 lat znalazł się w gronie uczniów słynnej moskiewskiej szkoły Michaiła Botwinnika. Pierwszym poważnym sukcesem było mistrzostwo Moskwy w roku 1981. Rok później zwyciężył w rozegranych w Kopenhadze mistrzostwach świata juniorów do lat 20. Rok 1984 był pierwszym z trzyletniego okresu największych sukcesów w jego karierze: najpierw sprawił wielką sensację, zwyciężając w rozegranych we Lwowie mistrzostwach Związku Radzieckiego, następnie w roku 1985 zajął III miejsce w turnieju międzystrefowym w Biel i zdobył awans do turnieju pretendentów w Montpellier, który ukończył na III pozycji, dającej awans do meczów pretendentów. Pasmo niebywałych sukcesów trwało nadal – w roku 1986 pokonał w Mińsku Rafaela Waganiana (6 - 2) oraz w Rydze Artura Jusupowa (7½ - 6½) i awansował do finału meczów pretendentów. W rozegranym w Linares w roku 1987 spotkaniu musiał jednak uznać wyższość Anatolija Karpowa, przegrywając mecz w stosunku 7½ – 3½.
Kolejny cykl meczów pretendentów przyniósł mu spore rozczarowanie, bowiem w roku 1988 w Saint John niespodziewanie odpadł już w I rundzie, przegrywając 5½ – 6½ z Kevinem Spraggettem. W następnych latach nie udało mu się już nigdy osiągnąć poziomu z roku 1987, natomiast jego poziom sukcesywnie się obniżał, lokując go pod koniec lat dziewięćdziesiątych XX wieku pośrodku drugiej setki na świecie. W 1997 roku wystąpił w Groningen w 1997 systemem pucharowym, awansując do III rundy (w której przegrał z Nigelem Shortem).
Jest czterokrotnym medalistą indywidualnych mistrzostw Francji: srebrnym (2005) oraz trzykrotnie brązowym (2003, 2007, 2013).
Czterokrotnie (w latach 1984, 1986, 2002 i 2006) występował na szachowych olimpiadach, dwukrotnie zdobywając złoty medal wraz z drużyną ZSRR. W swoim dorobku posiada również złoty medal drużynowych mistrzostw świata, zdobyty w Lucernie w roku 1985.
Najwyższy ranking w karierze osiągnął 1 stycznia 1987 r., z wynikiem 2645 punktów dzielił wówczas 3. miejsce (wspólnie z Arturem Jusupowem) na światowej liście FIDE.